# Иганга
Иганга (на английски: Iganga) е град в източна Уганда, административен център на едноименната област. Населението му възлиза на 55 363 души, според преброяването през 2014 година. Намира се недалеч от Джинджа, втория по големина град в страната. В Иганга има голяма болница и университет, както и няколко интернет-зали и хотели. Съществуват също неголямо летище и ЖП-гара.